# Linda Blair
Linda Denise Blair (Saint Louis, 1959. január 22. –) Golden Globe-díjas amerikai színésznő, aktivista.
Gyermekszínészként Az ördögűző című 1973-as horrorfilmmel vált ismertté, mellyel legjobb női mellékszereplő kategóriában Golden Globe-díjat nyert, illetve Oscarra jelölték. A szerepet az 1977-ben bemutatott Az ördögűző 2. – Az eretnek című folytatásban is megismételte. Az 1970-es évek folyamán fontosabb szerepe volt még a Roller Boogie című zenés filmdrámában.

## Válogatott filmográfia

### Film
| Év   | Magyar cím                  | Eredeti cím                           | Szerep                                          | Magyar hang       |
| ---- | --------------------------- | ------------------------------------- | ----------------------------------------------- | ----------------- |
| 1970 |                             | The Way We Live Now                   | Sara Aldridge                                   |                   |
| 1971 |                             | The Sporting Club                     | Barby                                           |                   |
| 1973 | Az ördögűző                 | The Exorcist                          | Regan MacNeil                                   | Vadász Bea        |
| 1973 | Az ördögűző                 | The Exorcist                          | Regan MacNeil                                   | Csuha Borbála     |
| 1974 | Airport ’75                 | Airport 1975                          | Janice Abbott                                   |                   |
| 1977 | Az ördögűző 2. – Az eretnek | Exorcist II: The Heretic              | Regan MacNeil                                   | Bíró Kriszta      |
| 1979 | Musztáng Hank               | Wild Horse Hank                       | Hank Bradford                                   |                   |
| 1979 |                             | Roller Boogie                         | Terry Barkley                                   |                   |
| 1980 |                             | Ruckus                                | Jenny Bellows                                   |                   |
| 1981 |                             | Hell Night                            | Marti Gaines                                    |                   |
| 1983 |                             | Chained Heat                          | Carol Henderson                                 |                   |
| 1984 | Mohó kopó, okos lopó        | Night Patrol                          | Sue Perman rendőr                               | Kiss Erika        |
| 1984 | Kegyetlen utcák             | Savage Streets                        | Brenda                                          |                   |
| 1985 | Vörös börtön                | Red Heat                              | Christine Carlson                               |                   |
| 1985 |                             | Savage Island                         | Daly                                            |                   |
| 1987 | A bosszú                    | SFX Retaliator                        | Doris                                           | Kiss Erika        |
| 1987 | Mexikó kommandó             | Nightforce                            | Carla                                           |                   |
| 1988 | Mozgó célpont               | Moving Target                         | Sally Tyler                                     |                   |
| 1988 | Groteszk                    | Grotesque                             | Lisa                                            |                   |
| 1988 | Halálos képlet              | Silent Assassins                      | Sara                                            |                   |
| 1988 | Boszorkányság               | La Casa 4 – Witchcraft                | Jane Brooks                                     | Nyírő Beáta       |
| 1989 |                             | Up Your Alley                         | Vickie Adderly                                  |                   |
| 1989 |                             | The Chilling                          | Mary Hampton                                    |                   |
| 1989 | Óvatlan fejvadászok         | W.B., Blue and the Bean               | Annette Ridgeway                                | Vándor Éva        |
| 1990 | Tini dili                   | Zapped Again!                         | Miss Mitchell                                   | Györgyi Anna      |
| 1990 | Bújj, bújj, ördög!          | Repossessed                           | Nancy Aglet                                     | Prókai Annamária  |
| 1990 |                             | Dead Sleep                            | Maggie Healey                                   |                   |
| 1991 | Kukkoló 2.                  | Bedroom Eyes II                       | Sophie Stevens                                  | Szerencsi Éva     |
| 1991 | A végzet országútján        | Fatal Bond                            | Leonie Stevens                                  | Kiss Erika        |
| 1994 |                             | Skins                                 | Maggie Joiner                                   |                   |
| 1995 |                             | Sorceress                             | Amelia Reynolds                                 |                   |
| 1996 | A jaguár bosszúja           | Prey of the Jaguar                    | Cody Johnson                                    | Detre Annamária   |
| 1996 | Sikoly                      | Scream                                | ellenszenves riporter (stáblistán nem szerepel) |                   |
| 2005 |                             | Hitters Anonymous                     | Brenda                                          |                   |
| 2006 |                             | All Is Normal                         | Barbara                                         |                   |
| 2016 |                             | Surge of Power: Revenge of the Sequel | Helen Harris                                    |                   |
| 2023 | Az ördögűző: A hívő         | The Exorcist: Believer                | Regan MacNeil                                   | Farkasinszky Edit |

### Televízió
| Év        | Magyar cím                                      | Eredeti cím                                    | Szerep                | Megjegyzések                               |
| --------- | ----------------------------------------------- | ---------------------------------------------- | --------------------- | ------------------------------------------ |
| 1968–1969 |                                                 | Hidden Faces                                   | Allyn Jaffe           | sorozat                                    |
| 1976      | Győzelem Entebbénél                             | Victory at Entebbe                             | Chana Vilnofsky       | - tévéfilm - magyar hangja: - Györgyi Anna |
| 1982      |                                                 | Fantasy Island                                 | Sarah Jean Rollings   | 1 epizód                                   |
| 1982      | Szerelemhajó                                    | The Love Boat                                  | Muffy                 | 1 epizód                                   |
| 1985      | Gyilkos sorok                                   | Murder, She Wrote                              | Jane Pascal           | 1 epizód                                   |
| 1989      |                                                 | Monsters                                       | La Strega             | 1 epizód                                   |
| 1990      | MacGyver                                        | MacGyver                                       | Jenny Larson          | 1 epizód                                   |
| 1992      | Egy rém rendes család                           | Married... with Children                       | Ida Mae               | 1 epizód                                   |
| 1992      | Perry Mason – A megtört szívű menyasszony esete | Perry Mason: The Case of the Heartbroken Bride | Hannah Hawkes         | tévéfilm                                   |
| 1996      | Renegade – A fejvadász                          | Renegade                                       | Teddy Rae Thompson    | 1 epizód                                   |
| 1998      | Y-akták – A lélek határai                       | Psi Factor: Chronicles of the Paranormal       | Rebecca Royce         | 1 epizód                                   |
| 1999      |                                                 | Godzilla: The Series                           | Alexandra Springer    | 1 epizód                                   |
| 2000      |                                                 | L.A. 7                                         | Joni Witherspoon      | 9 epizód                                   |
| 2000–2003 |                                                 | Hollywood Squares                              | önmaga                | kvízműsor (10 epizód)                      |
| 2001      |                                                 | Intimate Portrait                              | önmaga                | 1 epizód                                   |
| 2001–2006 |                                                 | Scariest Places on Earth                       | önmaga (házigazda)    | reality sorozat                            |
| 2002      |                                                 | History's Mysteries                            | önmaga                | 2 epizód                                   |
| 2003      | Szörnycsinálók                                  | Monster Makers                                 | Shelly Stoker         | tévéfilm                                   |
| 2006      | Odaát                                           | Supernatural                                   | Diana Ballard nyomozó | 1 epizód                                   |
| 2010–2012 |                                                 | Pit Boss                                       | önmaga                | 12 epizód                                  |
| 2012      |                                                 | Celebrity Ghost Stories                        | önmaga                | 1 epizód                                   |
| 2013      |                                                 | Battling Darkness                              | önmaga                | dokumentumsorozat                          |
| 2014      | RuPaul – Drag Queen leszek!                     | RuPaul's Drag Race                             | önmaga                | 1 epizód                                   |
| 2018      | Eli Roth – A horror története                   | Eli Roth's History of Horror                   | önmaga                | 1 epizód                                   |
| 2018      |                                                 | American Rescue Dog Show                       | önmaga                | vendég zsűritag                            |
| 2019      |                                                 | E! True Hollywood Story                        | önmaga                | 1 epizód                                   |
| 2020      |                                                 | JJ Villard's Fairy Tales                       | több szereplő hangja  | 2 epizód                                   |
| 2020      |                                                 | Cursed Films                                   | önmaga                | 1 epizód                                   |

## Díjak és jelölések
| Díj              | Év   | Jelölt               | Kategória                               | Eredmény |
| ---------------- | ---- | -------------------- | --------------------------------------- | -------- |
| Oscar-díj        | 1974 | Az ördögűző          | legjobb női mellékszereplő              | Jelölve  |
| Golden Globe-díj | 1974 | Az ördögűző          | legjobb női mellékszereplő              | Elnyerte |
| Golden Globe-díj | 1974 | Az ördögűző          | év színésznő felfedezettje              | Jelölve  |
| Arany Málna díj  | 1982 | Hell Night           | legrosszabb női főszereplő              | Jelölve  |
| Arany Málna díj  | 1984 | Chained Heat         | legrosszabb női főszereplő              | Jelölve  |
| Arany Málna díj  | 1985 | önmaga               | legrosszabb életmű (Sikolykirálynőként) | Elnyerte |
| Arany Málna díj  | 1986 | Mohó kopó, okos lopó | legrosszabb női főszereplő              | Elnyerte |
| Arany Málna díj  | 1986 | Savage Island        | legrosszabb női főszereplő              | Elnyerte |
| Arany Málna díj  | 1986 | Kegyetlen utcák      | legrosszabb női főszereplő              | Elnyerte |

## Fordítás
- Ez a szócikk részben vagy egészben  a   Linda Blair című angol Wikipédia-szócikk fordításán alapul.  Az eredeti cikk szerkesztőit annak laptörténete sorolja fel. Ez a jelzés csupán a megfogalmazás eredetét és a szerzői jogokat jelzi, nem szolgál a cikkben szereplő információk forrásmegjelöléseként.